# Carlos Sheinbaum Yoselevitz
Carlos Sheinbaum Yoselevitz (Ciudad de México, 25 de febrero de 1933-Ciudad de México, 29 de agosto de 2013) fue un empresario e ingeniero químico mexicano destacado por su contribución en el desarrollo de la industria del curtido de pieles y de la fabricación de sus precursores químicos en México.

## Biografía
Carlos Sheinbaum Yoselevitz nació en Ciudad de México el 25 de febrero de 1933. Su padre era un judío asquenazí oriundo de Lituania, quien emigró a México en 1928, que se dedicaba al comercio de joyas y fue militante del Partido Comunista Mexicano.
Vivió su niñez y adolescencia en Guadalajara, Jalisco. Más tarde decidió trasladarse a la capital del país para estudiar ingeniería química en la Escuela Nacional de Ciencias Químicas de la Universidad Nacional Autónoma de México y concluyó sus estudios profesionales en la Universidad de Guadalajara. En 1960 se casó con la bióloga Annie Pardo Cemo, con la cual tuvo tres hijos: Julio, Claudia y Adriana. El matrimonio participó en el movimiento estudiantil de 1968.
Sheinbaum Yoselevitz fundó, junto a otros dos ingenieros, la empresa «Sintacrom de México, S.A. de C.V.», la primera empresa del país en producir sulfato básico de cromo, una de las sustancias básicas para el proceso de curtido de pieles. Posteriormente la empresa extendió su campo a la fabricación de otros químicos. Fue el director técnico comercial de la compañía durante treinta años. Su trabajo fue fundamental para el desarrollo de la industria del curtido en México. En varias ocasiones fue presidente de la Federación mexicana de químicos y técnicos del cuero. También promovió la creación del Encuentro técnico nacional de curtiduría.
Carlos Sheinbaum Yoselevitz falleció en Ciudad de México el 29 de agosto de 2013 a los 80 años de edad.